# La Cuadra de Sevilla
La Cuadra de Sevilla és un grup de teatre espanyol fundat el 1971 pel seu actual director, Salvador Távora, i enquadrat dins del moviment del teatre independent. En les seves obres intenta combatre la manipulació folklòrica de la imatge més tòpica d'Andalusia recorrent a l'èmfasi sobre el dolor i la violència silenciada. La presència de màquines ha estat una constant en l'escenografia dels espectacles d'aquest grup, juntament amb la música i el cant flamenc.
Han representat obres per a l'Exposició Universal de Sevilla de 1992, i el seu muntatge Identidades, poema plàstic i musical sobre la solidaritat entre cultures patrocinat per la Junta d'Andalusia li va valdre la Creu de Sant Jordi el 1997, malgrat la polèmica per la representació de Carmen el 1996 al Castell de Peralada perquè en la trama introduïa la mort d'un toro i xocà amb la legislació antitaurina de Catalunya.

## Representacions
- Quejío (1972)
- Los palos (1975)
- Herramientas (1977)
- Andalucía amarga (1979) sobre l'emigració, estrenada a Brussel·les.
- Nanas de espinas (1982) basada en Bodas de Sangre de Federico García Lorca.
- Piel de toro (1985)
- Las Bacantes (1987) adaptació d'Eurípides.
- Alhucema (1988)
- Crónica de una muerte anunciada (1990), de Gabriel García Márquez
- Picasso andaluz o La muerte del Minotauro (1992)
- Identidades (1994)
- Carmen (1996), intent de reescriure l'òpera de Prosper Merimée i reivindicar un mite andalús deformat.
- Don Juan en los Ruedos (2000)
- Imágenes andaluzas para Carmina Burana (2003), amb música de Carl Orff.